# پارک وو
پارک وو (به کره‌ای: 박우؛ زادهٔ ۲۵ اکتبر ۱۹۷۲) کشتی‌گیر بازنشستهٔ اهل کره جنوبی در دسته‌های سنگین‌وزن و فوق سنگین‌وزن کشتی فرنگی است. او برندهٔ مدال برنز بازی‌های آسیایی ۱۹۹۸ و نیز یک مدال طلا (۲۰۰۰) و یک برنز (۲۰۰۳) از مسابقات قهرمانی کشتی آسیا است. او ملی‌پوش دستهٔ ۹۷ کیلوگرم کره جنوبی در بازی‌های المپیک ۲۰۰۰ سیدنی بود که به مقام دهم رسید.